# ساحل آناند
ساحل آناند (انگلیسی: Sahil Anand؛ زادهٔ ۱ ژانویه ۱۹۸۷) یک هنرپیشه اهل هند است. وی از سال ۲۰۱۲ میلادی تاکنون مشغول فعالیت بوده‌است.
از فیلم‌های معروف او می‌توان به بازی در دانش‌آموز سال و دانش‌آموز سال ۲ اشاره کرد.